# 陈志昂
陈志昂（1927年—），原名陈志强，字仲杭（一作仲抗），笔名峙昂、严峻、戚扬、殷钢，男，山东黄县人，中国诗人、音乐家，中央电视台高级编辑，曾任中国音乐家协会理事，中国电视艺术家协会理事。